# 장청둥
장청둥 (중국어 간체자: 张呈栋, 정체자: 張呈棟, 병음: Zhāng Chéngdòng, 1989년 2월 9일 ~ )는 중국의 축구 선수이다. 현재 중국 슈퍼리그의 베이징 궈안 소속이다. 포지션은 윙어, 사이드백이다.